# Altkirchen
Altkirchen est une commune allemande de l'est du land de Thuringe située dans l'arrondissement du Pays-d'Altenbourg. Altkirchen fait partie de la Communauté d'administration du pays d'Altenbourg.

## Géographie

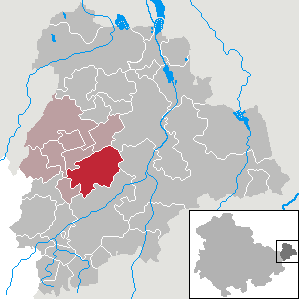
Situation d'Altkirchen dans l'arrondissement d'Altenbourg

Altkirchen est située à 10,5 km au sud-ouest d'Altenbourg. Elle est composée du village d'Altkirchen et de treize quartiers :
- Gimmel ;
- Gödina ;
- Gölgschen ;
- Großtauschwitz ;
- Illsitz ;
- Jauern ;
- Kleintauschwitz ;
- Kratschütz ;
- Nöbden ;
- Platschütz ;
- Röthenitz ;
- Trebula.

Communes limitrophes (en commençant par le nord et dans le sens des aiguilles d'une montre) : Göhren, ville d'Altenbourg, Saara, ville de Schmölln, Drogen, Göllnitz et Dobitschen.

## Histoire
La première église construite à Altkirchen le fut entre 1079 et 1089 sous le patronage de l'empereur Henri IV du Saint-Empire. En 1192, le village est cédé à l'hôpital de Marien à Altenbourg puis, en 1213 à l'Ordre Teutonique jusqu'à sa sécularisation au XVIe siècle.
En 1547, le landgrave de Thuringe Jean-Frédéric Ier de Saxe est forcé de la vendre à son cousin Maurice de Saxe après la Bataille de Muehlberg.
À l'époque de la RDA, la commune a appartenu au cercle de Schmölln et au district de Leipzig.

### Incorporations de communes
Plusieurs communes ont été incorporées au territoire d'Altkirchen :
- en 1950, Gimmel et Großtauschwitz ;
- en 1961, Röthenitz et Trebula.

## Démographie
Commune d'Altkirchen dans ses limites actuelles :
| 1900  | 1933  | 1939  | 1995  | 2000  | 2005  | 2010  |
| ----- | ----- | ----- | ----- | ----- | ----- | ----- |
| 1 363 | 1 405 | 1 381 | 1 270 | 1 230 | 1 169 | 1 061 |